# توم شامبرلين (لاعب كرة قدم)
توم شامبرلين (بالإنجليزية: Tom Chamberlain)‏ هو لاعب كرة قدم بريطاني، ولد في 2002 في شلتنهام في المملكة المتحدة. لعب مع نادي تشيلتنهام تاون لكرة القدم.